# Rudradaman I

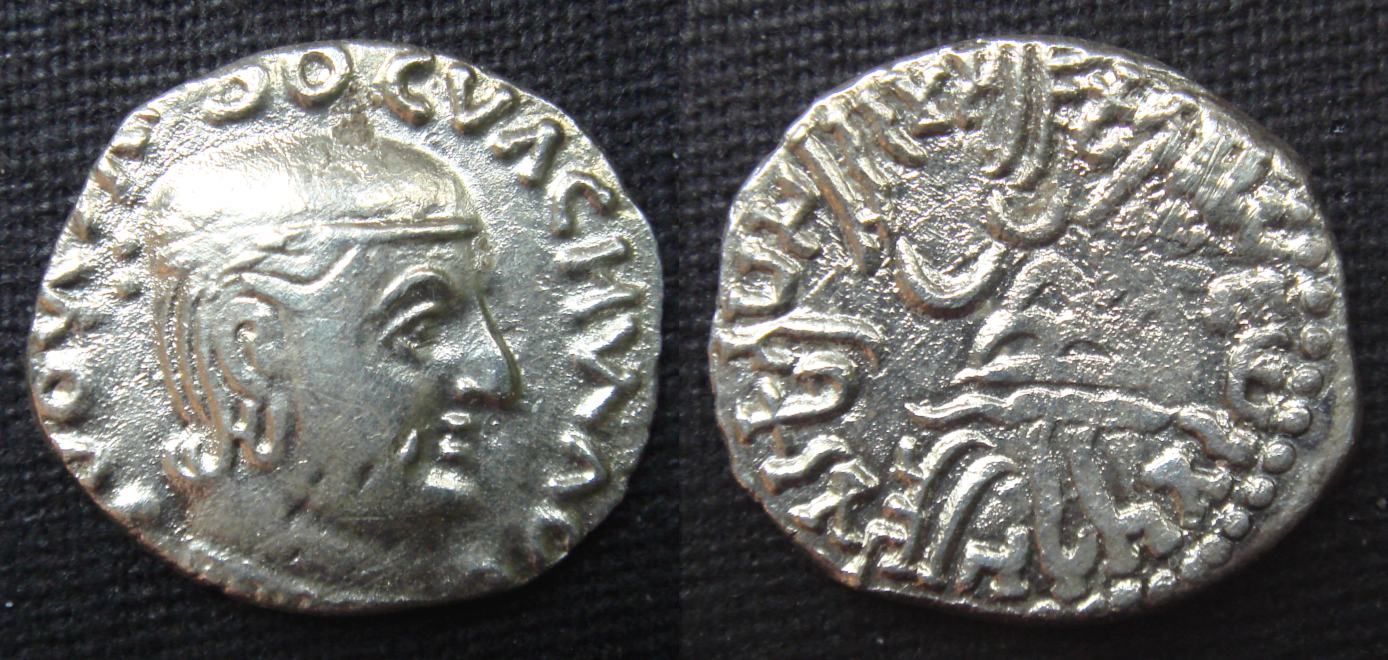
Zilveren munt van Rudradaman I, diameter 16 mm, opschrift in Grieks en Brahmi.

Rudradaman I (rond 130-150 n.Chr.) was een leider van de westelijke satrapen in het westen van India. Rudradaman is vooral historisch opvallend wegens de inscriptie van Junagarh. Hij liet deze inscriptie in het Sanskriet uithakken, waarmee het de oudste historisch relevante inscriptie in deze taal is. 
De inscriptie vertelt dat Rudradaman een geletterde vorst en een succesvol militair leider was. Hij zou de Narmadavallei hebben veroverd, oorlog hebben gevoerd tegen de Satavahana's en de gana-sangha van de Yaudheya's (in het oosten van het huidige Rajasthan) hebben onderworpen.
De keuze voor (de klassieke vorm van) het Sanskriet voor de inscriptie van Junagarh kwam voort uit Rudramdamans patronage van het brahmanisme. De westelijke satrapen waren afstammelingen van de Indo-Scythen, die in de eerste eeuw v.Chr. India binnendrongen. Als zulks waren ze voor brahmanen buitenstaanders met een lage status in het kastenstelsel. Het India van de eerste eeuwen n.Chr. bood onderdak aan een breed scala van religieuze stromingen zoals boeddhisme, zoroastrianisme, jainisme en zelfs de verering van Griekse goden. De keuze van Rudradaman voor de orthodoxe brahmanen is daarom opmerkelijk. Mogelijk probeerde hij zijn heerschappij te legitimeren in de ogen van de bevolking door de brahmanen voor zich te winnen. Als buitenstaander kan hij het daarbij nodig hebben gevonden verder te gaan dan eerdere vorsten, die hun inscripties in de volkstaal optekenden, het Prakrit. Het is echter ook mogelijk dat de keuze voor het Sanskriet voortkwam uit een culturele ontwikkeling onder de elite, die door Rudradaman slechts verder gevolgd werd.